# آلبرت کلی

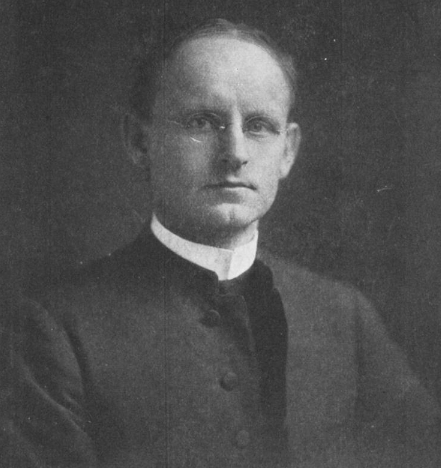
آلبرت تی کلی

آلبرت توبیاس کلی (به انگلیسی: Albert Tobias Clay) (زاده ۴ دسامبر ۱۸۶۶ – درگذشته ۱۴ سپتامبر ۱۹۲۵) پروفسور، تاریخ‌دان و زبان‌شناس سامی آمریکایی بود. او استاد آشورشناسی و ادبیات بابِلی در دانشگاه ییل بود و به عنوان مؤسس مجموعه بابلی ییل در این دانشگاه خدمت کرد.

## پیشینه
آلبرت توبیاس کلی در هانوفر در شهرستان یورک، پنسیلوانیا به دنیا آمد. او در سال ۱۸۸۹ از کالج فرانکلین و مارشال در لنکستر، پنسیلوانیا و در سال ۱۸۹۲ از مدرسه علمیه الهیات لوتری در گتیسبورگ فارغ‌التحصیل شد. او متعاقباً به وزارت لوتری منصوب شد.

## حرفه
کلی به عنوان دانشیار به زبان آشوری و مدرس زبان عبری در دانشگاه پنسیلوانیا ادامه داد. در سال‌های ۱۸۹۵–۱۸۹۹، پس از اینکه معلم الهیات عهد عتیق در مدرسه علمیه لوتری شیکاگو بود، به عنوان مدرس باستان‌شناسی سامی بازگشت. او در سال‌های ۱۹۰۳–۱۹۰۹ استادیار زبان‌شناسی و باستان‌شناسی سامی و به مدت یک سال استاد تمام بود.
در سال ۱۹۱۰، کلی استاد کرسی ویلیام ام. لافان آشورشناسی و ادبیات بابلی در دانشگاه ییل شد. در سال ۱۹۰۹، جی. پیرپونت مورگان بودجه تأسیس مجموعه بابلی ییل را در دانشگاه ییل تأمین کرد. کلِی به عنوان اولین متصدی آن خدمت کرد، سمتی که تا زمان مرگش در سال ۱۹۲۵ حفظ شد.
او از سال ۱۹۱۳ تا ۱۹۲۴ به عنوان کتابدار انجمن شرقی آمریکا و در ۱۹۲۴–۱۹۲۵ به عنوان رئیس آن خدمت کرد. او برای اولین بار در سال ۱۹۲۰ از عراق بازدید کرد، و در سال ۱۹۲۳ به عنوان کمیسر انجمن آمریکایی تحقیقات شرقی بازگشت تا به‌طور رسمی مدرسه این انجمن را در بغداد افتتاح کند او به عنوان اولین استاد مدعو سالیانه و معاون مدیر آن (۱۹۲۳–۱۹۲۴) باقی ماند.

## آثار برگزیده
مهمترین آثار او اسناد تجاری و حقوقی بابلی، به ویژه اسناد تجاری پسران موراشو نیپور(به انگلیسی: Business Documents of Murashû Sons of Nippur) (۱۸۹۸ و بعد) بود. آمورو، خانه سامی‌های شمالی(به انگلیسی: the Home of the Northern Semites) (1909) خاستگاه غیر بابلی فرهنگ و مذهب اسرائیل را نشان می‌دهد. دیگر آثار برجسته وی عبارتند از: امپراتوری آموری‌ها(به انگلیسی: The empire of the Amorites) (1919)، نسخه قدیمی بابلی حماسه گیلگمش(به انگلیسی: An old Babylonian version of the Gilgamesh epic) (1920)، داستان سیل عبری به خط میخی(به انگلیسی: A Hebrew deluge story in cuneiform) (1922) و منشأ سنت‌های کتاب مقدس(به انگلیسی: and The origin of Biblical traditions) (1923).

## زندگی شخصی
آلبرت تی کلی با الیزابت سامرویل مک‌کافرتی (۱۸۶۷–۱۹۳۶) ازدواج کرد. آنها پدر و مادر آلبرت متولد ۱۸۹۸ و باربارا متولد ۱۹۰۵ بودند.

## یادداشت
- This article incorporates text from a publication now in the public domain: Gilman, D. C.; Peck, H. T.; Colby, F. M., eds. (1905).  International Encyclopedia (1st ed.). New York: Dodd, Mead. {{cite encyclopedia}}: Missing or empty |title= (help)